# Wilhelm Studemund
Wilhelm Studemund (født 3. juli 1843 i Stettin, død 8. august 1889 i Breslau) var en tysk klassisk filolog. 
Studemund blev 1868 ekstraordinær professor i Würzburg, 1869 ordentlig professor sammesteds, 1870 i Greifswald, 1872 i Strassburg, 1885 i Breslau. Studemund indlagde sig store fortjenester om den latinske palæografi (navnlig om dechiffreringen av palimpsester), om Plautuskritikken og om Gaius Institutiones, af hvilke senere han sammen med Paul Krüger udgav et kritiskt oplag (1877; 5. udgave 1905). Blandt hans Plautusværker må nævnes Plauti fabularum reliquiæ ambrosianæ, udgivet af Oscar Seyffert (1890).